# آلپ نوروز
آلپ نوروز (به ترکی استانبولی: Alp Navruz؛ زادهٔ ۱۵ ژانویهٔ ۱۹۹۰) بازیگر اهل ترکیه است.

## سال‌های نخستین زندگی
آلپ نوروز در سال ۱۹۹۰ در استانبول زاده شد. وی فارغ‌التحصیل رشته زبان و ادبیات ترکی از Yıldız Technical University است. علاقه ناوروز به بازیگری از سنین جوانی آغاز شد. وی پس از بازی در صحنه‌های دبستان روی صحنه، او از آلتان ارککلی و سیهان آنال درس بازیگری گرفت. در همین حال، او به عنوان مدل به کار خود ادامه داد. وی اولین نقش سینمایی خود را در سال ۲۰۱۵ با بازی در فیلم Ceberrut انجام داد. در سال ۲۰۱۶، وی در سریال تلویزیونی عشق حرف حالیش نمیشه انتخاب شد. اولین نقش اصلی او با فضیلت خانم و دخترانش بود که باعث شد وی در ترکیه شناخته شود آلپ ناوروز بازیگر ترک زبان در سال ۲۰۱۷ توانست جایزه بهترین بازیگر مرد را از جشنواره Türkiye Altın Turizm Ödülleri دریافت نمود و سپس در سال ۲۰۱۸ به عنوان بازیگر آینده دار دانشگاه گلشیم استانبول انتخاب شد. ایشان همچنین بهترین جایزه بازیگری را از فدراسیون بین المللی سندروم داون دریافت کرده است. نقش او در سریال دستم را رها نکن در شبکهٔ TRT 1 در نقش جنک بیشتر به حرفه وی کمک کرد.
آلپ در سال ۲۰۲۰ با سریال ققنوس که از شبکه Fox ترکیه پخش میشد توانست توانایی بازیگری خود را بیش از پیش به بینندگان نشان دهد.

## فیلم‌شناسی
- ماه گرفتگی (۲۰۱۱)
- جبروت (۲۰۱۶)
- حال دوستان خوبه (۲۰۱۶)
- عشق حرف حالیش نمیشه (۲۰۱۶)
- فضیلت خانم و دخترانش (۲۰۱۷)
- دستم را رها نکن(۲۰۱۸)
- ققنوس  (۲۰۲۰)
- داستان جزیره (٢٠٢١)
- بن بست قلب(۲۰۲۲)